# سیارک ۸۸۹۶۱
سیارک ۸۸۹۶۱ (به انگلیسی: 88961 Valpertile، نامگذاری:2001TH47) هشتاد و هشت هزار و نهصد و شصت و یکمین سیارک کشف شده‌است که در ۱۴ اکتبر ۲۰۰۱ کشف شد.